# Kernongeval
Een kernongeval (ook kernongeluk, nucleair ongeluk of nucleair ongeval) is een ongeval waarbij radioactieve stoffen en/of ioniserende straling vrijkomen. Bij een bijzonder ernstig ongeval, waarbij de gezondheid van grote aantallen mensen in een aanzienlijk gebied rond de installatie in gevaar komt, spreekt men van een kernramp.
Een kernongeval kan verschillende vormen aannemen, onder meer:
- een kernsmelting
- onbedoeld vrijkomen van radioactieve stoffen bij transport daarvan
- onbedoeld kritisch worden van een (reactor)opstelling of materiaal in een opwerkingsfabriek
- onbedoelde blootstelling aan een radioactieve bron.

De oorzaak van een ongeval kan uiteraard variëren: een ongeval kan bijvoorbeeld veroorzaakt worden door een technisch defect, door onoplettendheid, of door een externe oorzaak zoals een natuurramp of een terroristische aanslag.

## Indeling
Kernongevallen worden internationaal ingedeeld volgens de INES-schaal. Wanneer geen daadwerkelijke blootstelling aan radioactieve stoffen of ioniserende straling plaatsvindt buiten het terrein van de installatie, spreekt men doorgaans van een incident of anomalie. Dat laat onverlet dat hier ook bijna-ongelukken onder vallen waarbij nagenoeg alle veiligheidssystemen zijn uitgevallen of ongevallen waarbij werknemers een aanzienlijke stralingsdosis oplopen met ernstige gezondheidsschade tot gevolg (INES-niveau 3). Ook is soms pas geruime tijd na een ongeval duidelijk wat de ernst is van bijvoorbeeld de verspreiding van radioactief materiaal.

## Aansprakelijkheid
Exploitanten van civiele nucleaire installaties, waaronder kerncentrales, zijn aansprakelijk voor ongevallen met die installatie. De aard en omvang van de aansprakelijkheid zijn geregeld door verschillende internationale verdragen en door nationale wetgeving.

### Verdragen
De Conventie van Parijs (Paris Convention on Nuclear Third Party Liability) werd in 1960 in het kader van de Organisatie voor Economische Samenwerking en Ontwikkeling (OESO) ondertekend door 16 partijen (15 Europese landen plus Turkije). Zij trad in werking op 1 april 1968, en werd in 1964 en 1982 aangevuld met protocollen. In 1963 kwam de Brussels Supplementary Convention tot stand. Onder deze Conventie zijn uitbaters verplicht zich te verzekeren tegen kernongevallen. Hun aansprakelijkheid is strikt en absoluut, maar beperkt.
Zowel België als Nederland hebben de Conventie van Parijs geratificeerd.
De Conventie van Wenen (Vienna Convention on Civil Liability for Nuclear Damage) werd in Wenen ondertekend op 21 mei 1963 en trad in werking op 12 november 1977. De Conventie werd in  1997 aangevuld met een bijkomend protocol en een supplementaire schaderegeling (CSC), ondertekend door meer dan 80 staten.
Niet alle landen zijn toegetreden tot de verdragen: de nucleaire sectorfederatie World Nuclear Association houdt een lijst bij van de 35 landen met nucleaire installaties, en de verdragen waartoe ze zijn toegetreden. Helaas staat nog ongeveer de helft van de kernreactoren in landen zoals China, Iran, Korea, Pakistan, Zuid-Afrika en Taiwan, die geen enkel verdrag hebben ondertekend. Ook de versnippering van regelingen over diverse verdragen en protocollen is een belemmering.

### Principes
In 1988 werd, in de nasleep van de kernramp van Tsjernobyl een Joint Protocol opgesteld om de Conventies van Parijs en Wenen te coördineren. De regeling steunt op volgende hoofdprincipes:
1. De aansprakelijkheid berust exclusief bij de uitbater van de kerncentrale;
2. De aansprakelijkheid is absoluut, dit wil zeggen ook wanneer geen fout kan bewezen worden;
3. Het bedrag van de aansprakelijkheid is beperkt, naargelang het verdrag: onder de Conventie van Wenen is geen maximumbedrag bepaald, onder de Conventie van Parijs kan het maximum oplopen tot 300 miljoen SDR's (ongeveer 335 miljoen euro in 2016), gedeeltelijk ten laste van het land van installatie ;
4. De aansprakelijkheid is beperkt in de tijd, meestal tien jaar;
5. De uitbater moet zich verzekeren voor zijn aansprakelijkheid, en indien onvoldoende, dan moet het land van installatie bijspringen;
6. Rechtspleging gebeurt uitsluitend in het land waar het ongeval plaatsvond;
7. Er mag niet worden gediscrimineerd tussen de slachtoffers, op basis van nationaliteit of woonplaats.

### Nationale wetgeving
In sommige landen (Duitsland, Finland) is de wettelijke aansprakelijkheid onbeperkt, maar in de praktijk begrensd tot het eigen vermogen van de producent. Wel is er in Duitsland een solidariteitsovereenkomst tussen de vier grote elektriciteitsproducenten die schade tot 2,5 miljard euro dekt.

### Atoompool
Het verzekeren tegen de aansprakelijkheid voor ongevallen gebeurt vaak in een zogenaamde atoompool, waarvoor andere regels gelden dan voor normale aansprakelijkheidsverzekeringen.

## Aantal doden

Schattingen van het aantal doden bij de kernramp van Tsjernobyl en Fukushima.